# Nader Kara
Nader Kara (19 de janeiro de 1980) é um ex-futebolista profissional líbio que atuava como atacante.

## Carreira
Nader Kara representou o elenco da Seleção Líbia de Futebol no Campeonato Africano das Nações de 2006.